# Nephodia pellucenta
Nephodia pellucenta är en fjärilsart som beskrevs av Paul Dognin 1892. Nephodia pellucenta ingår i släktet Nephodia och familjen mätare. Inga underarter finns listade i Catalogue of Life.